# کوروش دبو
کوروش دبو (انگلیسی: Kurush Deboo؛ زادهٔ ۱۲ سپتامبر ۱۹۶۳) هنرپیشه اهل هند است. وی از سال ۱۹۸۸ میلادی تاکنون مشغول فعالیت بوده‌است.
از فیلم‌ها یا برنامه‌های تلویزیونی که وی در آن نقش داشته‌است می‌توان به گاهی آره گاهی نه، ضربات زنگ، ۹۹ آهنگ، همیشه مراقب باشید و شانس رقص اشاره کرد.